# Фощій Григорій Григорович
Григорій Григорович Фощій (нар. 15 вересня 1951, Чигирин, Черкаська область, УРСР) — радянський футболіст, виступав на позиції півзахисника, футбольний тренер.

## Кар'єра гравця
Футбольну кар'єру розпочав у 1972 році в складі аматорського клубу «Локомотив» (Сміла). У 1973 році прийняв запрошення друголігового клубу «Труд» (Воронеж). Через два роки повернувся до смілянського «Локомотива». У 1977 році став гравцем чернігівської «Десни», а в 1980 році — черкаського «Дніпра». Потім виступава в аматорських колективах «Авангард» (Сміла), «Трактор» (Чигирин) та «Хімік» (Черкаси). У 1989 році приєднався до «Ротора» (Черкаси), в якому завершив кар'єру футболіста в 1991 році.

## Кар'єра тренера
Тренерську діяльність розпочав ще будучи гравцем. Спочатку тренував клуби «Хімік» (Черкаси), «Ротор» (Черкаси) та «Колос» (Чорнобай). Потім працював у тренерському штабі ФК «Черкаси». З травня й до кінця 2002 року разом з Олександром Кирилюком очолював черкаський клуб. У 2010 році після створення клубу «Слваутич» (Черкаси) був призначений на посаду спортивного директора клубу.

## Досягнення

### Як гравця
«Локомотив» (Сміла)
- Кубок УРСР серед аматорів
  -  Фіналіст (1): 1975